# الجبهة الوطنية لتحرير سوريا
الجبهة الوطنية لتحرير سوريا هي تحالف للمعارضة السوريين في جنوب غرب سوريا. تم تشكيلها من قبل 11 مجموعة معارضة في 22 يوليو 2017 باعتبارها «وحدة وطنية وعسكرية وسياسية موحدة» في المنطقة.
في 16 أغسطس 2017، تم تعيين محمد سفيان حسن، قائد فرقة فجر التوحيد، قائداً للجبهة الوطنية لتحرير سوريا.

## الأيديولوجية
في إعلان تشكيلها، دعمت المجموعة «حق تقرير المصير» للشعب السوري ورفضت الأفكار التي «تتناقض مع مصالح الثورة». كما رفضت المشاركة الأجنبية في الحرب الأهلية السورية التي لا تتفق مع أهداف الجماعة ودعت جميع ميليشيات المعارضة وجميع الهيئات السياسية في المنطقة إلى التوحد. كانت بعض الوحدات في المجموعة جزءًا من الجبهة الجنوبية.

## الأعضاء
كانت المجموعات المكتوبة بخط مائل جزءًا من الواجهة الجنوبية لمزيد من المعلومات، راجع قسم المجموعات السابقة بالجبهة الجنوبية.
- جبهة أنصار الإسلام[4]
- لواء الشهيد مجد الخطيب
- لواء صقور بيت سحم
- كتيبة جند العاصمة
- فرقة فجر التوحيد
- الفرقة 16 قوات خاصة
- لواء صقور الجولان
- لواء صقور البادية
- لواء توحيد كتائب حوران
- لواء شهداء السبطين
- فرقة صلاح الدين
- لواء درع الوطن[5]
- لواء شهداء دمشق
- فرقة القادسية[6]
- فرقة مغاوير الثورة
- لواء أحرار الجنوب[7]
- فرقة المغاوير الأولى
  - لواء مغاوير سهل حوران
  - لواء مغاوير الجنوب
  - لواء أحمد خلف
  - لواء صقر حوران
- لواء أحباب عمر
- لواء الرعد
- لواء شهداء المسيفرة
- لواء 56 مشاة[8][9]
- لواء شهداء المليحة الغربية[10]
- لواء الراية[11]
- لواء العاصفة الأول
- Houran Brigade
- لواء سيوف النصر
- لواء العقاب
- تجمع أسود الفرات[12]
- لواء الشهيد أبو منصور العامل
- لواء شهداء كفر شمس
- لواء أحرار الجولان
- لواء مغاوير الجولان
- لواء المهام الخاصة
- لواء درع الثورة[13]
- لواء أحرار اليرموك
- Supporters of Justice Union[14]
  - لواء جند الشام
  - Al-Qumain Martyrs Brigade
  - لواء العمرين
- Revolutionary Commando Battalion
- لواء صقور اللجاة
- لواء مغاوير النعيمي
- كتيبة أسود الحرب
- لواء البتار
- لواء شهداء البادية
- كتيبة خالد بن الوليد[15]
- كتيبة بني صخر
- كتيبة أنس بن مالك
- الشهيد أبو الزهراء
- الشهيد أحمد الظاهر
- عثمان بن عفان
- أسود العشائر
- النصر
- شهداء الغاب
- شهداء بعربو
- رجال الله
- صقور التوينة
- عمر بن الخطاب
- ذئاب شعشبو
- ألوية أحرار الفرات
  - لواء الله أكبر
- المجلس الثوري للعشائر[16]
  - اتحاد العشائر
  - جيش العشائر
  - جيش الفاتحين
  - ملوك البر
  - سرايا الجنوب